# Эскен, Заския
Заския Эскен (нем. Saskia Esken, урождённая Хофер, Hofer; род. 28 августа 1961, Штутгарт) — немецкий политик, сопредседатель СДПГ (с 2019 года).

## Биография
Программист из Баден-Вюртемберга, член СДПГ с 1990 года, принадлежит к левому крылу социал-демократов.
Начала политическую карьеру с муниципального уровня — будучи замужней женщиной и матерью троих взрослых детей, представляла интересы родителей в городе Кальв, с 2012 по 2014 год являлась заместителем главы земельного родительского совета Баден-Вюртемберга. С 2013 по 2015 года была заместителем руководителя северо-западного отделения СДПГ. Депутат бундестага с 2013 года, в 2017 году вновь прошла в парламент, хотя занимала в партийном списке предпоследнее место. В 2018 году входила в рабочую группу партии на переговорах о формировании коалиционного правительства.
6 декабря 2019 года получила 76 % голосов делегатов съезда СДПГ в Берлине по итогам выборов руководства партии и вместе с Норбертом Вальтер-Борьянсом, которого поддержали 90 %, заняла должность сопредседателя СДПГ.
11 декабря 2021 года на партийном съезде в Берлине вновь переизбрана сопредседателем СДПГ с результатом 76,6 %, но её напарником теперь стал Ларс Клингбайль.